# Funingine

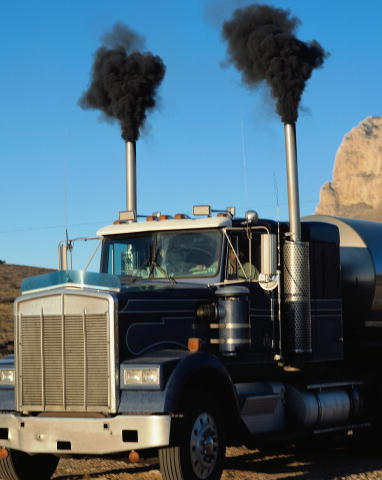
Emisiune de funingine în fumul produs de un motor Diesel de mare putere, care nu are filtru de separare a particulelor.

Funinginea este o masă de particule de carbon impure rezultate din arderea incompletă a hidrocarburilor. Deși este de obicei asociată cu procesul de ardere în aer, funinginea poate fi produsă și prin piroliza unor materiale combustibile precum sunt lemnul, țițeiul, sau altele care conțin atomi de carbon, sau sunt de proveniență organică.

## Modele ale funinginii
Modele ale funinginii au fost create relativ recent. Modelele fenomenologice pot fi considerate a fi semi-empirice, întrucât sunt corelate empiric cu fenomenele observate de a fi conectate cu apariția și evoluția funinginii. Modelele fenomenologice au avantajul că sunt relativ simple și descriu bine fenomenele care intervin în relația funinginii cu mediul.